# 菅原文太 日本人の底力
菅原文太 日本人の底力（すがわらぶんた にっぽんじんのそこぢから）はニッポン放送で放送されたラジオ番組。パーソナリティは俳優の菅原文太。

## 概要
毎週、様々な分野の客人（客人とはゲストのことを示しており、菅原は「菅原文太 ホーホーふくろう〜ふくろうは眠らない〜」（すがわらぶんた ホーホーふくろう ふくろうはねむらない）時代である開始当初よりこう呼ぶ）を呼び、菅原とトークをする。主に専門家や医師が多く、日本の様々な問題や出来事に関する話題が多い。
なお、スポンサー紹介は当初よりパーソナリティの菅原が担当しているが、一時期のみ菅原が舞台公演で多忙のため、代打としてニッポン放送飯田浩司アナウンサーが担当していた時期があった。
パーソナリティの菅原は2014年11月28日に逝去したが、本人の意向により12月1日まで公表されなかった。そのため11月30日放送分（10月26日収録）は通常通り放送した。

この事態を受けニッポン放送は、12月7日と14日の2回分は追悼番組とし、21日以降の対応は未定としていたが、結局12月28日をもって終了となり、11年9ヶ月の放送に幕を降ろした。
2015年11月28日、菅原の一周忌の節目に本番組で語ったテーマごとにまとめられた著書『日本人の底力』を宝島社から発売。

## 放送時間の変遷（ニッポン放送）
- 2003年
  - 4月6日 - 「菅原文太 ホーホーふくろう〜ふくろうは眠らない〜」としてスタート（日曜 5:45 - 6:15）。
  - 10月5日 - 「菅原文太 ホーホーふくろう〜日本人の底力〜」と改名してスタート（日曜 20:00 - 20:30）。
- 2004年
  - 4月2日 - 日曜 5:45 - 6:15に再移動（5:45の第2期）。
  - 10月2日 - 「菅原文太 日本人の底力」に改名してスタート（金曜 20:20 - 20:50）。
- 2005年4月3日 - 日曜 5:30 - 6:00に移動。
- 2009年4月 - 「週刊!ニッポン放送」開始に伴い日曜5:45 - 6:15に再々移動（5:45の第3期）。
- 2010年10月10日 - 日曜 5:30 - 6:00に再移動（5:30の第2期）。
- 2012年4月8日 - くり万太郎のサンデー早起き有楽町に開始に伴い、フロート番組となる。

## ネット局
- ラジオ関西 土曜　5:00〜5:30